# Live (James Taylor)
Live è il primo album dal vivo di James Taylor, pubblicato nel 1993.

## Tracce

### Disc one
1. Sweet Baby James – 4:13
2. Traffic Jam – 2:10
3. Handy Man (O. Blackwell, J. Jones) – 3:31
4. Your Smiling Face – 3:03
5. Secret O' Life – 3:45
6. Shed a Little Light – 4:32
7. Everybody Has the Blues – 2:33
8. Steamroller Blues – 5:30
9. Mexico – 3:32
10. Millworker – 4:25
11. Country Road – 5:44
12. Fire and Rain – 4:44
13. Shower the People – 4:43
14. How Sweet It Is (To Be Loved by You) (Holland, Dozier, Holland)– 7:29
15. New Hymn (R. Price, J. Taylor) – 3:00

### Disc two
1. Walking Man – 4:35
2. Riding on a Railroad – 2:41
3. Something in the Way She Moves – 3:59
4. Sun on the Moon – 3:54
5. Up on the Roof (G. Goffin, C. King) – 4:10
6. Don't Let Me Be Lonely Tonight – 3:37
7. She Thinks I Still Care (D.L. Lipscomb) – 3:28
8. Copperline (R. Price, J. Taylor) – 4:43
9. Slap Leather – 2:11
10. Only One – 4:41
11. You Make It Easy – 5:05
12. Carolina in My Mind – 5:04
13. I Will Follow – 4:14
14. You've Got a Friend (C. King) – 5:09
15. That Lonesome Road (D. Grolnick, J. Taylor) – 2:46

## Formazione
- James Taylor - voce e chitarra
- Clifford Carter -  tastiere
- Valerie Carter - voce
- Don Grolnick - piano
- Jimmy Johnson - basso
- Carlos Vega - batteria
- David Lasley - voce
- Michael Landau - chitarra
- Kate Markowitz - voce
- Arnold McCuller - voce